# Trang viên Raczyn ở Gorzanów

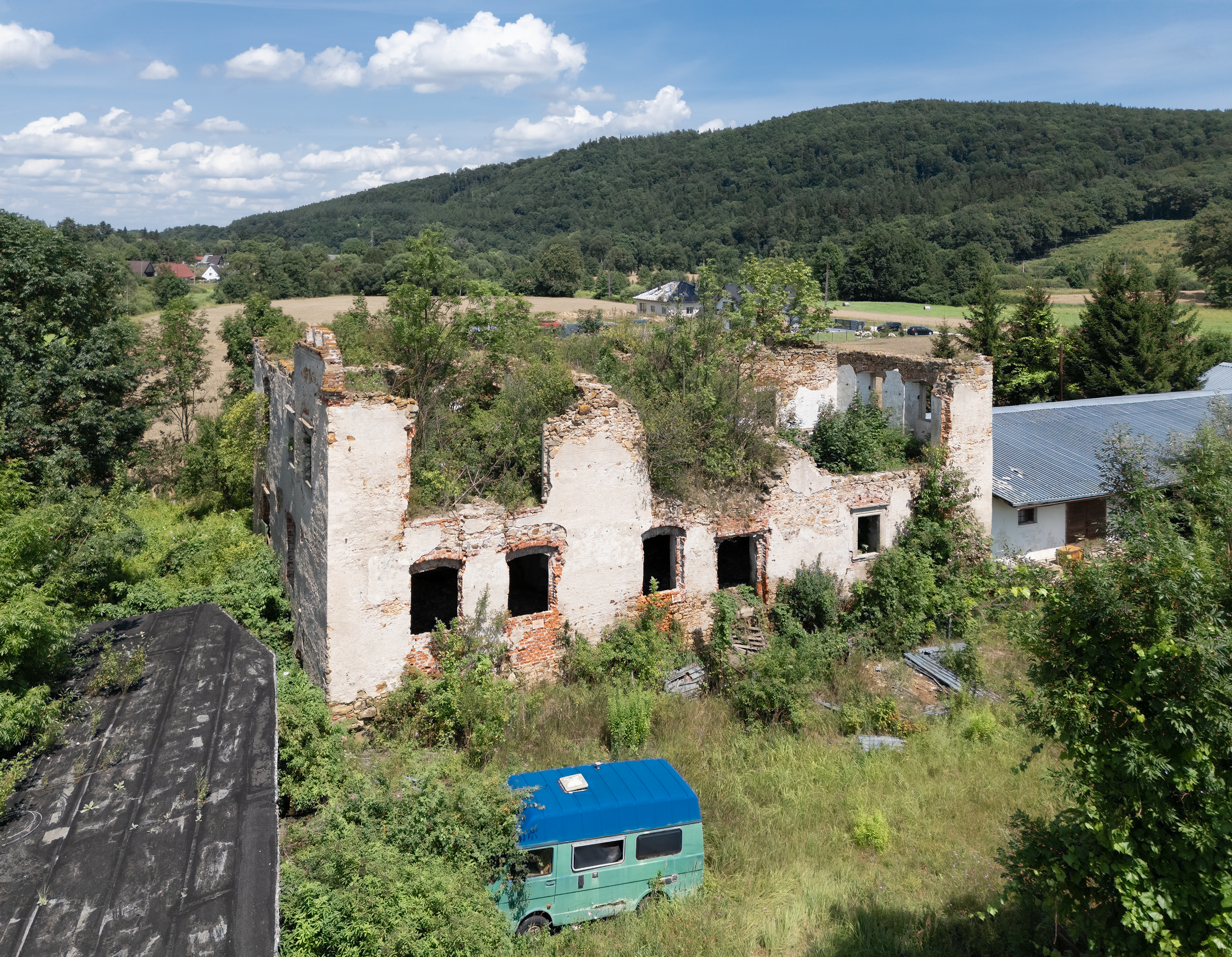
Trang viên Raczyn ở Gorzanów (2024)

Trang viên Raczyn ở Gorzanów (tiếng Ba Lan: Dwór Raczyn w Gorzanowie, tiếng Đức: Ratschinhof bei Grafenort) là một trang viên lịch sử có từ thế kỷ 16 tọa lạc tại số 1 Phố Polna, Gorzanów, tỉnh Dolnośląskie, Ba Lan. Trang viên có tên trong sổ đăng ký di tích. Công trình kiến trúc này hiện đang dần xuống cấp.

## Lịch sử hình thành
Trang viên này được xây dựng vào năm 1559 trên mảnh đất của một trang viên thời Trung cổ đã bị phá huỷ trước đây, ở vị trí bên phải dòng sông Nysa Kłodzka. Georg von Ratschin là người khởi xướng xây dựng đồng thời là chủ sở hữu đầu tiên của trang viên. Vào năm 1573, trang viên này được hiện đại hóa một phần. Sau năm 1945, tòa nhà dần xuống cấp nghiêm trọng.

## Kiến trúc
Trang viên Raczyn ở Gorzanów được xem là một trong những trang viên đẹp nhất đại diện cho phong cách kiến trúc cuối thời Phục hưng ở vùng Kłodzko. Vào thời điểm lúc bấy giờ, đây là một dinh thự hai tầng với tòa nhà chính hình chữ nhật và một gian bếp nhỏ nằm ở phía Bắc. Mái nhà được tô điểm bằng các đường viền thanh mảnh theo phong cách kiến trúc Gothic với các đường chạy uốn lượn. Cổng chính vào dinh thự được làm từ đá và được tô điểm bằng chạm khắc hình hoa hồng.